# Гагік (цар Васпуракану)
Гагік I (*Գագիկ Ա Արծրունի, 879/880 — бл. 943) — 1-й цар Васпуракана з 908 до 943 року.

## Життєпис

### Ішхан
Походив з династії Арцрунідів. Другий син Дереніка, ішхана Васпуракану, та Софії Багратуні (доньки царя Ашота I). Народився у 879 або 880 році, отримавши ім'я Хачик (при хрещенні — Гагік). Після загибелі батька у 886 (або на початку 887) року опинився під опікою родича Гагіка Абу-Мірвана, який став регентом Васпуракану. Деякий час життя Гагіка разом з братами було під загрозою, оскільки Абу-Мірван планував їх знищити й захопити владу. Задля недопущення цього старший брат Ашот-Саргіс уклав союз з еміром Мухаммедом Афшіном, при цьому заручником став Гагік. У 896 році разом з військами еміра повалив Гагіка Абу-Мірвана.
Згодом Гагік Арцруні брав участь у війнах проти Анійського царства та Сюнікського князівства. У 903 році після смерті брата стає ішханом під іменем Гагік II (іноді рахують його як Гагіка III, беручи за увагу правління Гагіка Абу-Мірвана). Розділив Васпуракан разом з братом Гургеном, отримавши північну частину держави. Для зміцнення становища оженився на доньці князя Григора Абу-Хамзи Арцруні.

### Цар
Продовжив політику попередника, спрямовану на зміцнення союзу з емірами Азербайджану. Уклав союз з Саджидами, спрямований проти Анійського царства. У 908 році оголосив себе царем під ім'ям Гагік I. Невдовзі візантійський імператор Лев VI надав йому титул «ішханац ішхан Вірменії». Разом з тим вів постійну боротьбу проти дрібних мусульманських правителів, що мали володіння в Васпуракані. Гагік Арцруні захопив важливу фортецю Аміук, завдяки чому встановлено владу на східному узбережжі озера Ван. Також встановлено зверхність над вірменським князівством Мокк. Розширено володіння до озера Урмія.

Васпуракан за правління Гагіка I

У відповідь на посилення влади Гагіка анійський цар Смбат I відняв у нього область Нахіджеван, яку повернув Сюнійському князівству. 910 року спільно з Саджидами завдав поразки військам Ані, розширивши кордони Васпуракана на північ до гори Арарат. У 914 році спільно з еміром Юсуфом ібн Абу Садж завдав нищівної поразки царю Смбату I, який загинув у Двіні. У 915 році заснував церкву Святого Хреста на острові Ахтамар (роботи було завершено 921 року).
При цьому його патрона Юсуфа було повалено власними військами, які стали нападати на Васпуракан. У 919 році спробував затвердитися в областях Нахіджеван і Хой, проте без успіху, зазнавши поразки від царя Ашота II та Субука, атабека Аррану. Гагік I змушений був відкуповуватися значними коштами від мусульман. У 923 році після смерті брата об'єднав Васпуракан. У 924 році вірменський католикос Ованес V перебрався з Двіна до Вана.
В свою чергу Гагік I, відчувши свою потугу, поступово намагався відійти від залежності з боку Саджидів. Натомість уклав союз з Анійським царством та Візантійською імперією. 928 року візантійський імператор Роман I Лакапін підтвердив титул Гагіка I — ішханац ішхан (відомий також як архонт архонтів), що дорівнювалося титулатурі Анійських царів. Гагік I підтвердив союз з новим анійським царем Абасом I, що забезпечило мир на півночі.
При цьому занепад династії Саджидів, боротьба за їх спадок сприяли зникненню загроз з півдня та сходу. До самої смерті, що сталася між 936 та 943 роками Гагік I займався розбудовою міст, господарства (створено значну мережу іригаційних каналів) й військової моці свого царства. Столицю Ван перетворено на потужну фортецю. Велись значні будівельні роботи в містах Востан, Ахтамар, Ван. Значно зросла культура; найвидатнішими її представниками були архітектор Мануел і поет Григор Нарекаці, розвивалася школа мініатюристів, що розписували Євангеліє. Підтримував також монастир Варагаванк.
Йому спадкував син Деренік-Ашот.

## Родина
Дружина — Млке, донька нахарара Григора Абу-Хамзи Арцруні.
Діти:
- Деренік-Ашот (д/н—959), цар у 943—959 роках
- Абусахл-Амазасп (д/н—972), цар у 959—972 роках